# 18-coroană-6
18-coroană-6 (denumire IUPAC: 1,4,7,10,13,16-hexaoxaciclooctadecan) este un compus organic de tipul eter coroană cu formula chimică [C2H4O]6. Este un solid alb, higroscopic și cristalin, cu un punct de topire scăzut. Ca și alți eteri coroană, 18-coroană-6 este un ligand pentru unii cationi metalici, având o mare afinitate pentru cationii de potasiu. Sinteza eterilor de coroană i-a adus lui Charles J. Pedersen în 1987 Premiul Nobel pentru Chimie.

## Obținere
Acest compus se poate prepara printr-o metodă modificată a sintezei eterice Williamson în prezența unui cation de legare. Mai poate fi obținut prin oligomerizarea etilenoxidului:
(CH2OCH2CH2Cl)2  +   (CH2OCH2CH2OH)2  +  2 KOH   →   (CH2CH2O)6  +  2 KCl  +  2 H2O